# 197196 Jamestaylor
197196 Jamestaylor è un asteroide della fascia principale. Scoperto nel 2003, presenta un'orbita caratterizzata da un semiasse maggiore pari a 2,9681397 UA e da un'eccentricità di 0,1453321, inclinata di 10,16322° rispetto all'eclittica.